# 海端鄉立圖書館
海端鄉立圖書館（英語：Haiduan Township Library），又作海端圖書館，是位於臺灣臺東縣海端鄉海端村（山平部落）的公共圖書館，位於臺東縣立海端國民中學的校園內。

## 沿革
海端圖書館館址位於臺東縣立海端國民中學的校園內，興建於1991年7月22日，啟用於1992年6月15日，啟用之初，便供學校機關和社區會議研習所用，但最初設計不良，室內光線昏暗，空間租借和圖書借閱的使用率皆不高。
2010年至2011年度，海端圖書館獲得中華民國教育部經費補助，大幅改善圖書館內部空間，例如捨棄傳統高架式書籍陳列，改置矮櫃，並鋪設木質地板、坐墊、小型沙發和親子共用型桌椅，讓視覺更顯遼闊，並有效提升環境舒適感。又為加強圖書館和當地布農族原住民的連結感，另外也增添不少布農族特有的圖騰和裝飾來點綴。
2012年，海端圖書館被評鑑為「全國公共圖書館閱讀環境與設備升級實施計畫」，執行成效「東區第二名」的佳績。2013年，則榮獲「全國公共圖書館臺東縣績優獎」。2014年至2016年間，海端鄉公所為提供讀者更多閱讀空間，在圖書館入口外部設置戶外閱讀區以及藝文展演區；遂又於2014年被評鑑為「臺東縣鄉立公共圖書館優等獎」，2015年在全國性的評鑑之中，又獲得「全國公共圖書館績優圖書館」。

## 編制
海端鄉立圖書館並非獨立機關，故未設有「館長」一職，行政編制上隸屬於海端鄉公所民政課，其圖書館管理和經營的行政業務由民政課的課員負責，另外聘請兩名館員在圖書館開放時間輪值。

## 空間
海端圖書館結構為鋼筋混泥土，總面積為497.2平方公尺的兩層樓建築。一樓設有服務檯，書櫃陳列分為期刊區、樂齡區和嬰幼兒區，也提供電腦檢索、平板電腦區等硬體設備和親子閱讀室，並附有公共廁所、育嬰室供大眾使用。二樓除了行政室未開放之外，閱讀區陳列有各類書籍，如原住民書籍以及青少年圖書等，總計館藏書量為31,560冊。

## 開放時間
海端圖書館開館時間為星期二至星期日，時段分為上午時段8點至12點，下午時段1點至5點，中午閉館一小時。星期一以及其他國定例假日皆休館。

## 圖輯

建築外觀
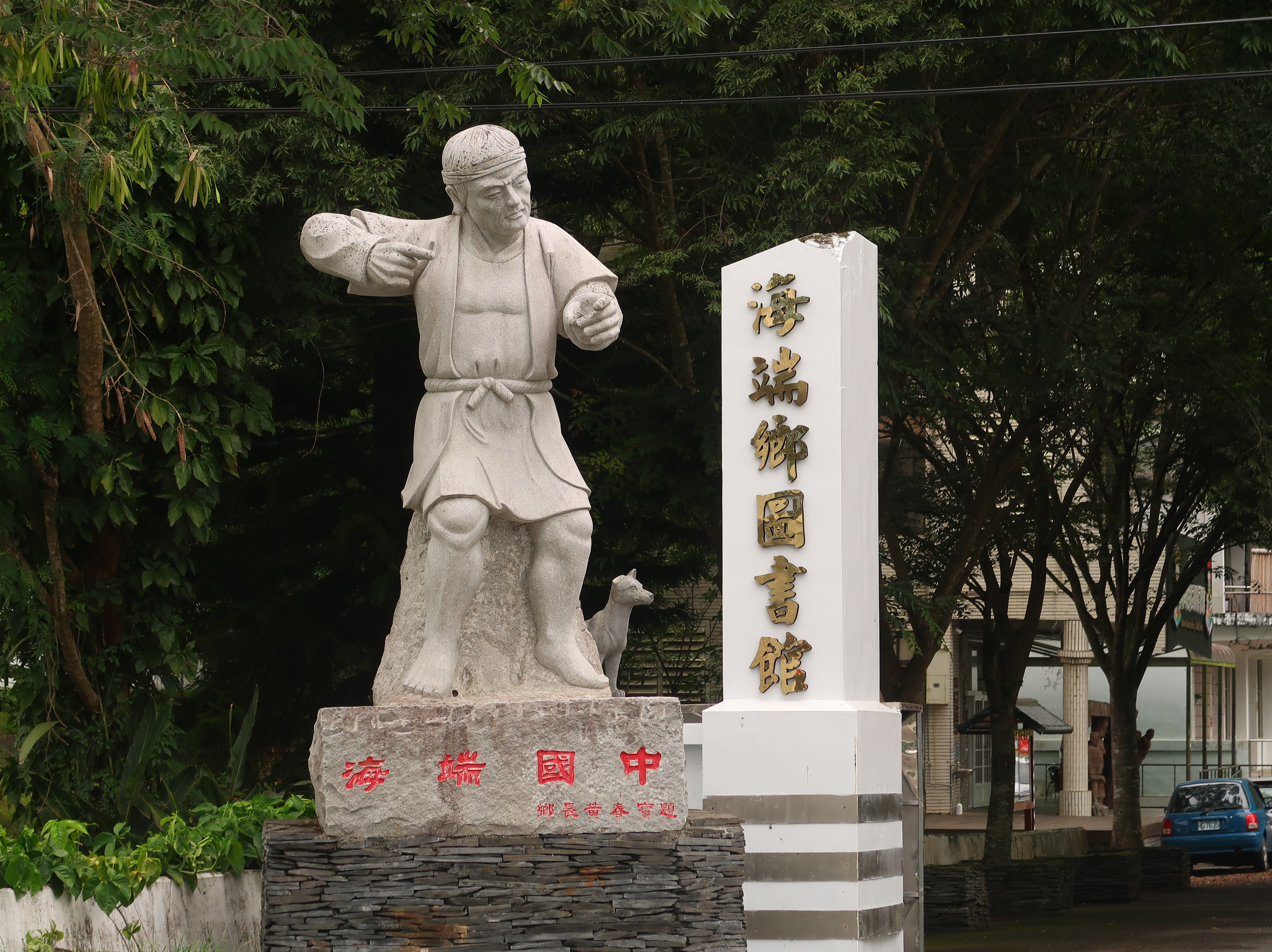
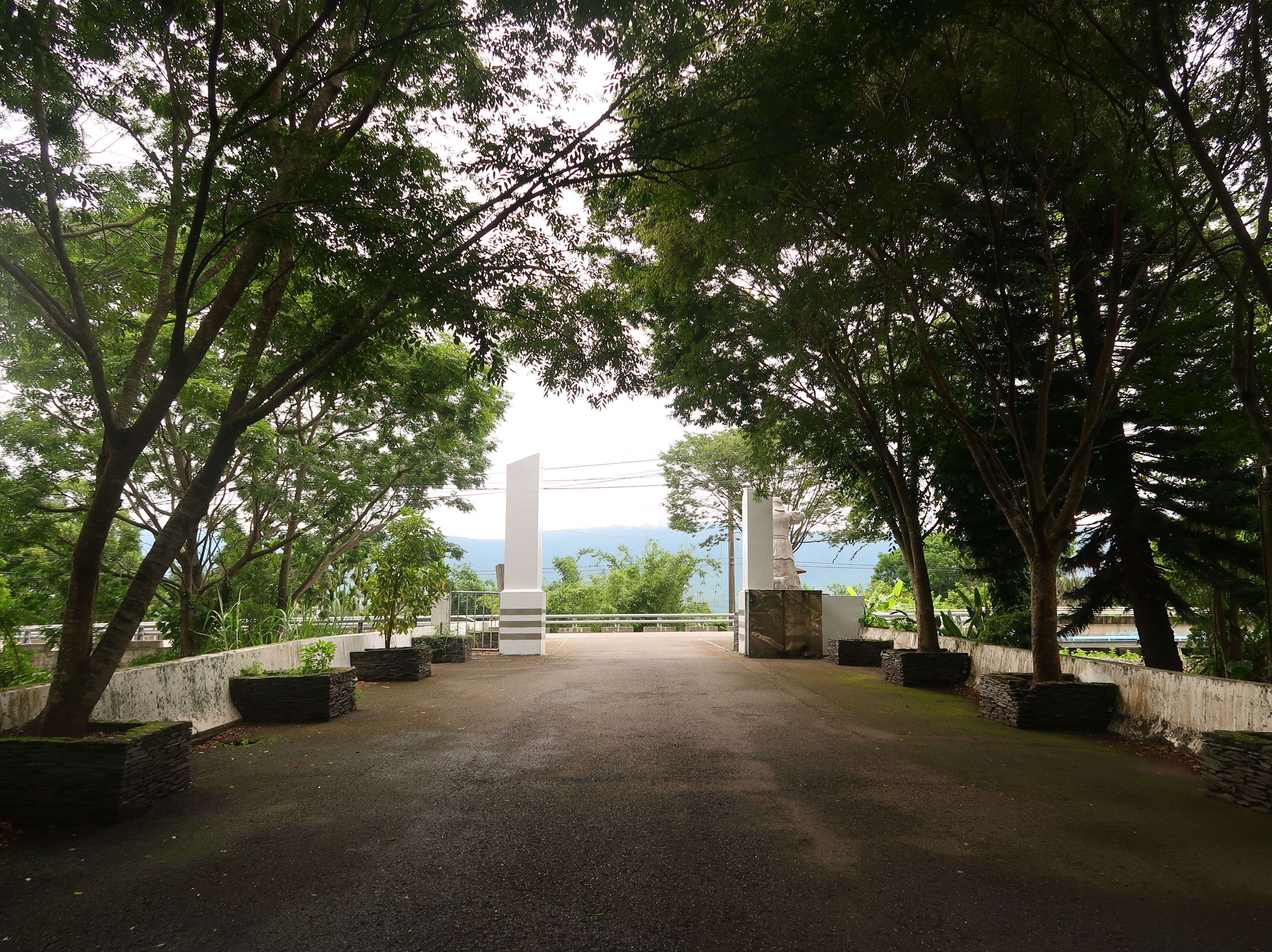
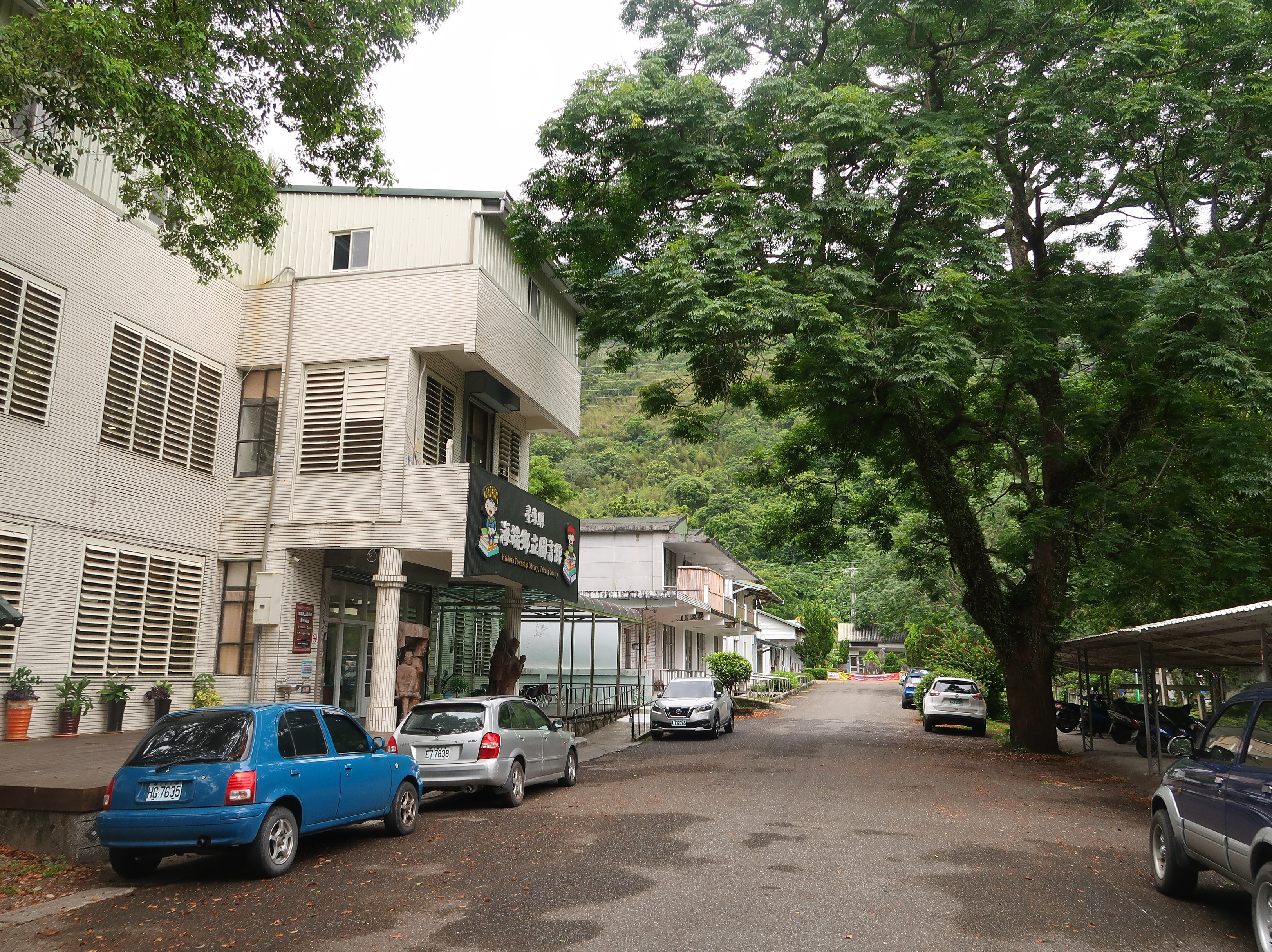
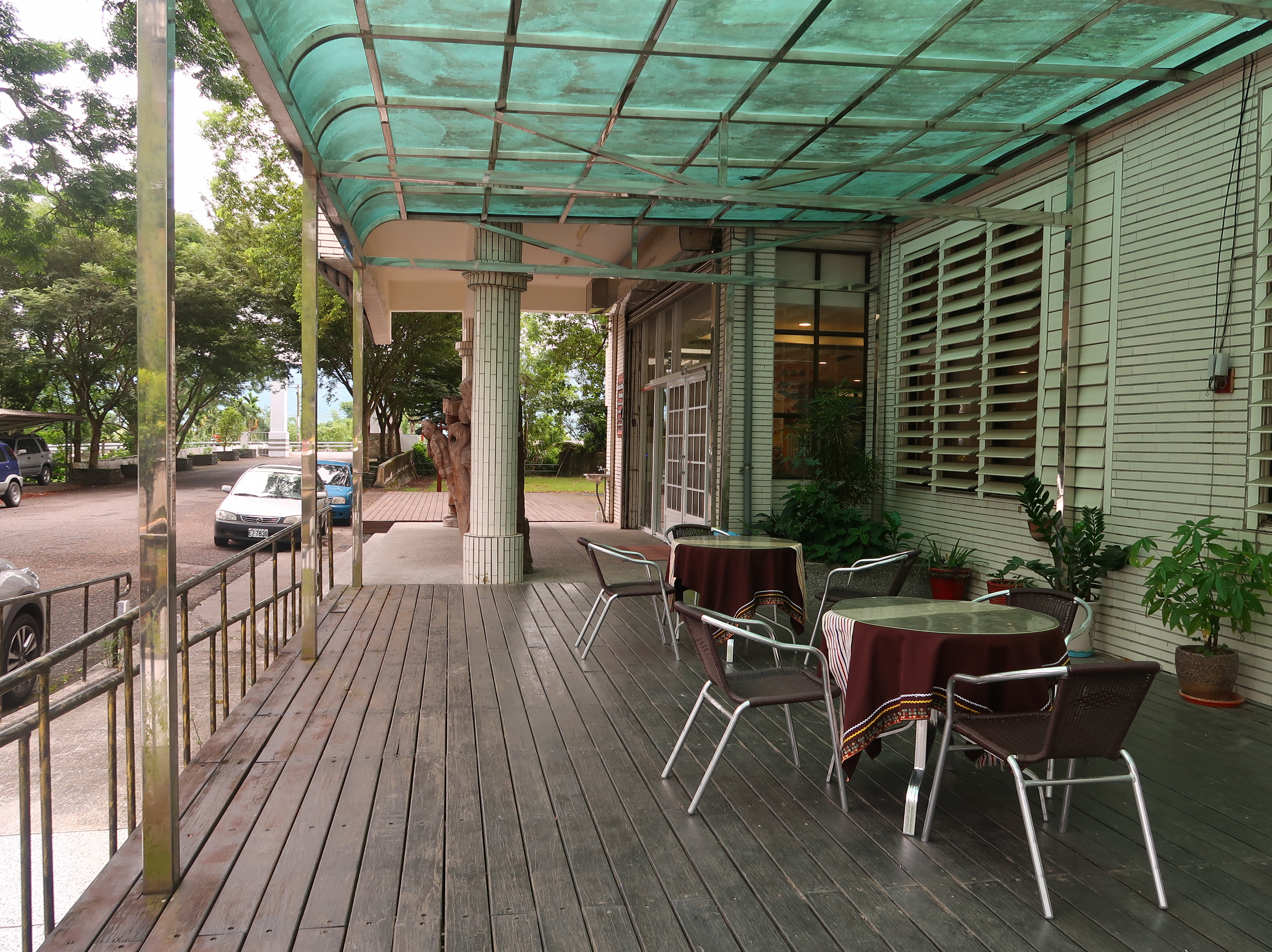

書庫內部
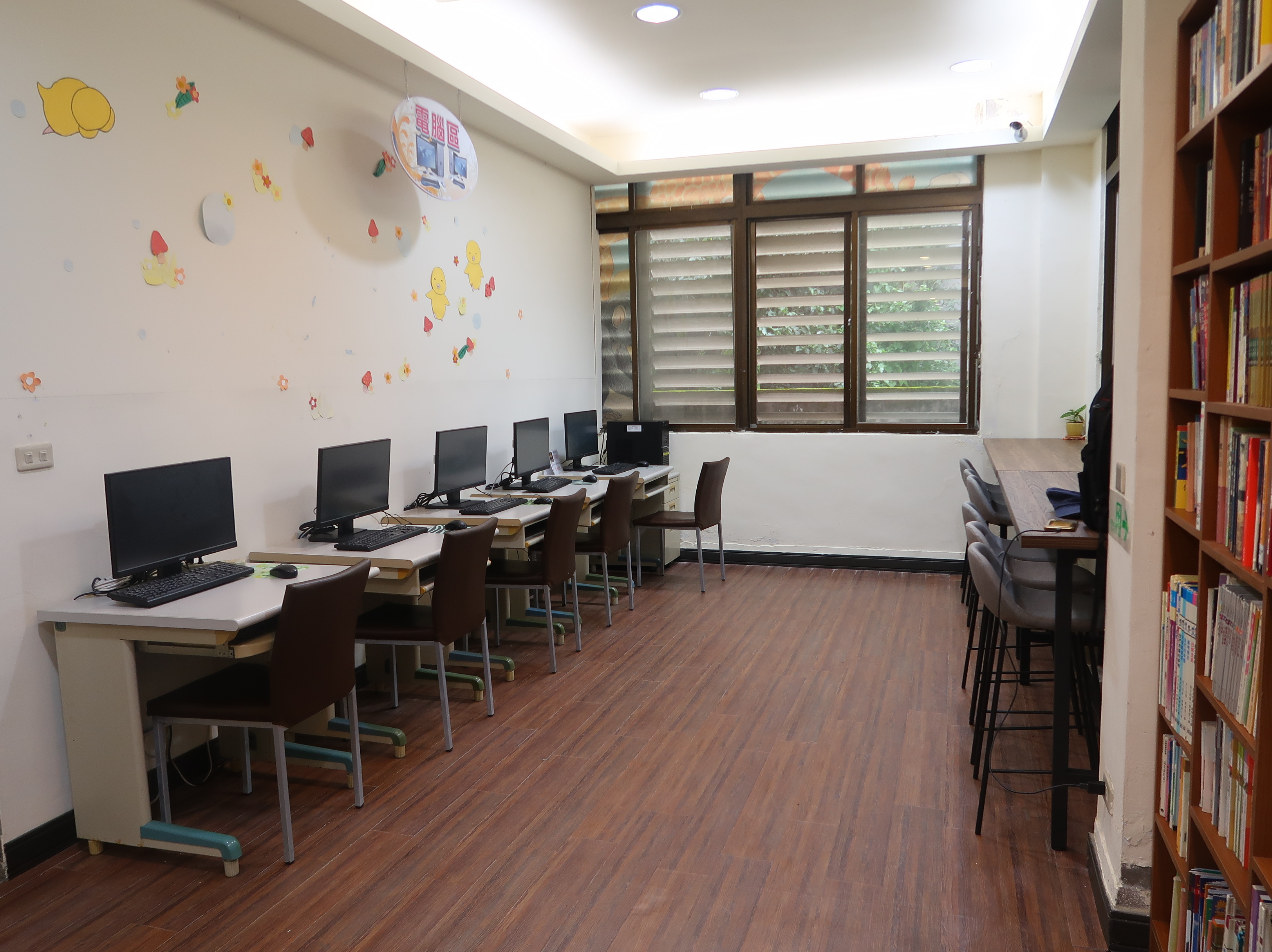
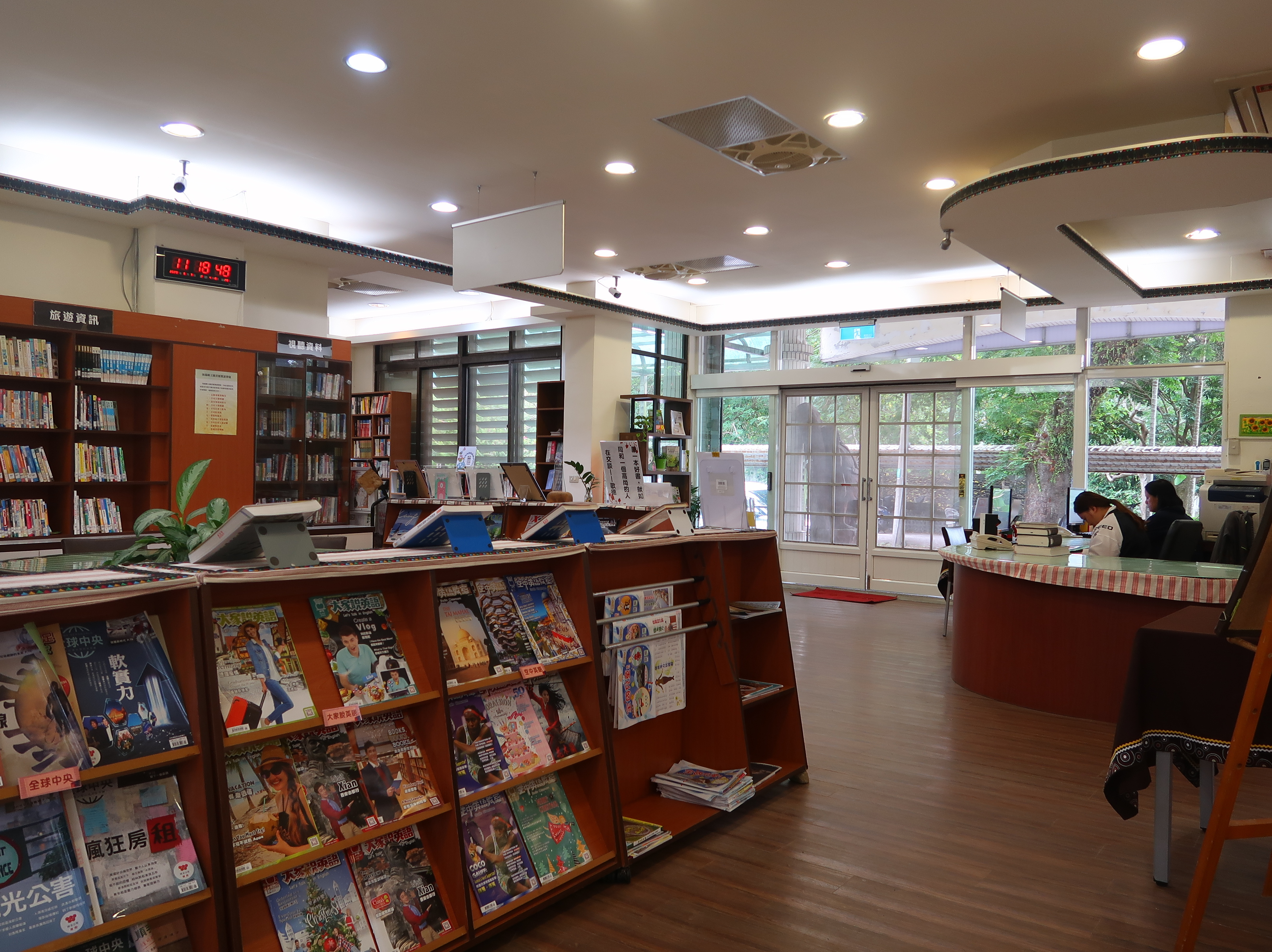
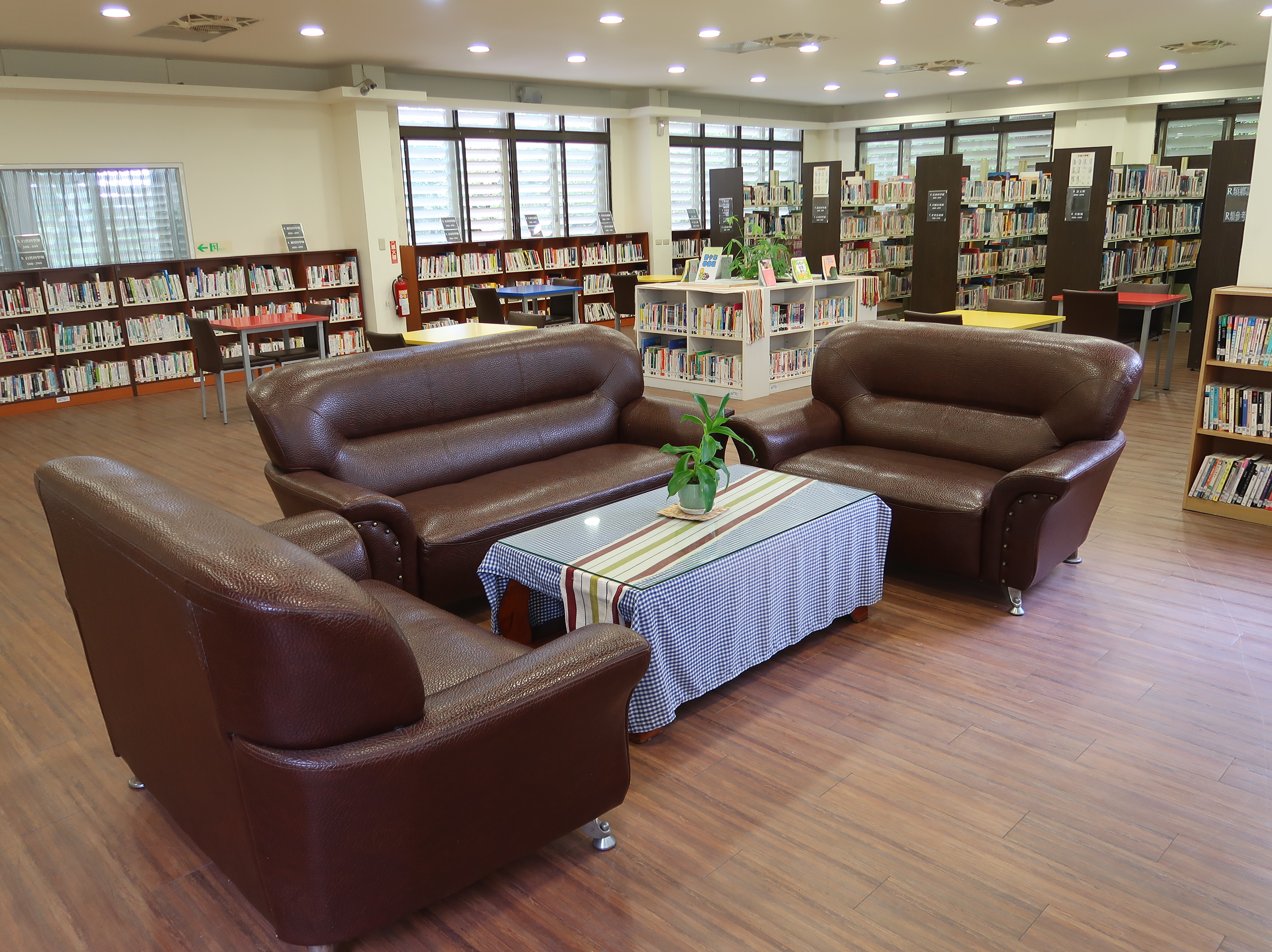
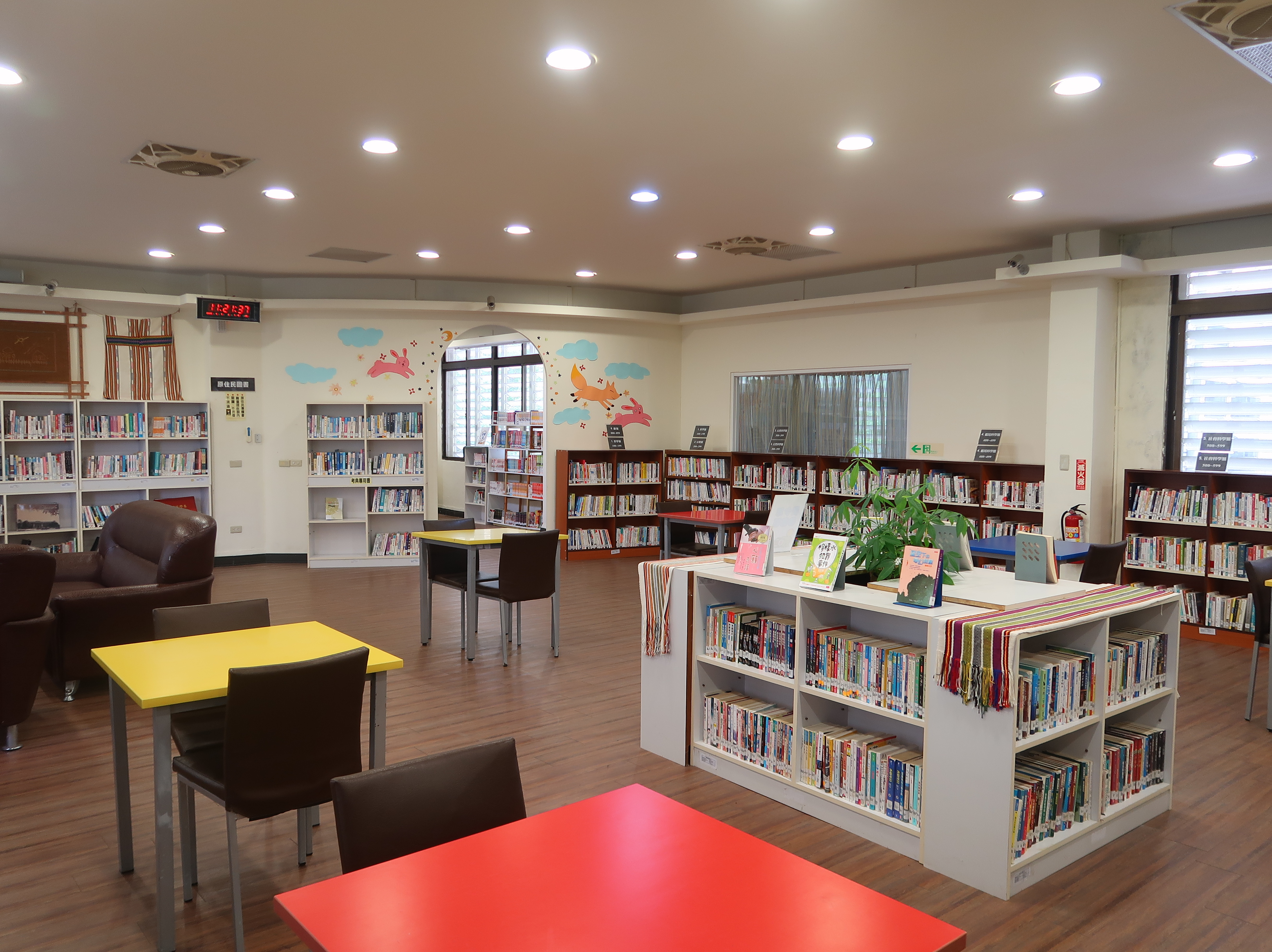

## 外部連結
- 海端鄉立圖書館 （页面存档备份，存于）
- 臺東縣海端鄉立圖書館的Facebook專頁